# 大宮 (大阪市東淀川区)
大宮（おおみや）は、大阪市東淀川区大道南に鎮座する神社。旧称で大宮神社（おおみやじんじゃ）とも呼ばれる。古くは蔵王権現・牛頭天王・大宮大権現・大宮大明神と呼ばれた。

## 祭神
- 安閑天皇

### 相殿
- 素盞鳴命
- 聖徳太子
- 天手力男命
- 大己貴命

## 歴史
『日本書紀』に 安閑天皇がしばしば当地に行幸、牛を放牧して土地の発展をはかったとあり、後にその遺徳を偲び地主の神、素盞鳴命の社に祭祀したとされるが、定かではない。また、『大正大阪風土記』（1926年）によれば、聖徳太子は初め四天王寺を当地に計画したが、洪水が多いため今の天王寺に建立されたと記している。淀川の改修に伴い境内地が水没または河川敷となるため、明治33年（1900年）に淀川右岸の堤に面した場所から遷座され、現在地に至る。遷座前は杉松の大樹があったとされる。淀川を遡上する船はこの森を目標に進み、灯台の代わりを為しており、大宮大明神とも大宮大権現とも称されていた。また、氏地の大半が河川敷となるかまたは川に沈み、残った地も淀川の右岸と左岸に分断されることとなった。
その後昭和46年（1971年）に淀川左岸の旭区の町名変更に伴い、氏地の橋寺町、豊里町、豊里三番町が太子橋、大宮、中宮、生江と同じくなり、氏地の境目は不鮮明となった。
大阪市に編入される大正14年（1925年）まで、境内のあった土地は西成郡豊里村天王寺庄と称され、氏地である豊里町の名も太子の別称・豊聡耳皇子によるとされる。
- 明治5年（1872年）村社に列し、大宮神社と称す。
- 明治33年（1900年）5月25日、淀川改修のため、旧淀川北岸より遷座。
- 明治43年（1910年）大宮と改める。
- 明治43年（1910年）10月、上の島の豊国神社（天手力男命）を合祀。
- 明治44年（1911年）5月、神饌幣帛料供進社に指定される。
- 大正8年（1919年）6月、橋多賀神社（大己貴命）を合祀。

## 境内
- 聖徳太子社　聖徳太子　本殿に合祀。太子42歳の自画像が奉祀されているという。
- 八幡社　応神天皇
- 日天社　天照皇大神
- 楠稲荷社　宇賀御魂神
- 豊光社　祖霊

## 交通アクセス
- Osaka Metro今里筋線だいどう豊里駅より 南東に徒歩3分